# Principessa di Galles
Principessa di Galles è un titolo nobiliare detenuto dalla moglie del principe del Galles sin dal primo principe di Galles inglese nel 1282, in seguito alla conquista edoardiana.
A causa del tasso di mortalità e per il fatto che alcuni principi di Galles non si sposavano prima di salire al trono, ad oggi si annoverano solo dodici Principesse di Galles. Dal 9 settembre 2022, tale titolo appartiene a Catherine Middleton, in qualità di consorte di William, principe del Galles, erede al trono del Regno Unito.

## Principesse di Galles
Le principesse di Galles (e i periodi in cui hanno detenuto il titolo) sono state:
 Plantageneti 
| Immagine | Nome                        | Nascita           | Matrimonio       | Principessa di Galles dal | Principessa di Galles fino al          | Morte          | Principe di Galles                     |
| -------- | --------------------------- | ----------------- | ---------------- | ------------------------- | -------------------------------------- | -------------- | -------------------------------------- |
|          | Giovanna di Kent            | 29 settembre 1328 | 10 ottobre 1361  | 10 ottobre 1361           | 8 giugno 1376 morte del marito         | 7 agosto 1385  | Edoardo di Woodstock, il Principe Nero |
|          | Anna Neville                | 11 giugno 1456    | 13 dicembre 1470 | 13 dicembre 1470          | 4 maggio 1471 morte del marito         | 16 marzo 1485  | Edoardo di Westminster                 |
|          | Cecily Neville (contestata) | 3 maggio 1415     | 18 ottobre 1429  | 25 ottobre 1460           | 31 ottobre 1460 deposizione del marito | 31 maggio 1495 | Riccardo di York                       |

 Tudor 
| Immagine | Nome               | Nascita          | Matrimonio       | Principessa di Galles dal | Principessa di Galles fino al  | Morte          | Principe di Galles |
| -------- | ------------------ | ---------------- | ---------------- | ------------------------- | ------------------------------ | -------------- | ------------------ |
|          | Caterina d'Aragona | 16 dicembre 1485 | 14 novembre 1501 | 14 novembre 1501          | 2 aprile 1502 morte del marito | 7 gennaio 1536 | Arturo             |

 Hannover 
| Immagine | Nome                                | Nascita          | Matrimonio     | Principessa di Galles dal | Principessa di Galles fino al           | Morte            | Principe di Galles       |
| -------- | ----------------------------------- | ---------------- | -------------- | ------------------------- | --------------------------------------- | ---------------- | ------------------------ |
|          | Carolina di Brandeburgo-Ansbach     | 1 marzo 1683     | 22 agosto 1705 | 27 settembre 1714         | 11 giugno 1727 divenne Regina consorte  | 20 novembre 1737 | Giorgio Augusto          |
|          | Augusta di Sassonia-Gotha-Altenburg | 30 novembre 1719 | 27 aprile 1736 | 27 aprile 1736            | 31 marzo 1751 morte del marito          | 8 febbraio 1772  | Federico Luigi           |
|          | Carolina di Brunswick-Wolfenbüttel  | 17 maggio 1768   | 8 aprile 1795  | 8 aprile 1795             | 29 giugno 1820 divenne Regina consorte  | 7 agosto 1821    | Giorgio Augusto Federico |
|          | Alessandra di Danimarca             | 1 dicembre 1844  | 10 marzo 1863  | 10 marzo 1863             | 22 gennaio 1901 divenne Regina consorte | 20 novembre 1925 | Alberto Edoardo          |

 Sassonia-Coburgo-Gotha 
| Immagine | Nome          | Nascita        | Matrimonio    | Principessa di Galles dal | Principessa di Galles fino al         | Morte         | Principe di Galles |
| -------- | ------------- | -------------- | ------------- | ------------------------- | ------------------------------------- | ------------- | ------------------ |
|          | Maria di Teck | 26 maggio 1867 | 6 luglio 1893 | 9 novembre 1901           | 6 maggio 1910 divenne Regina consorte | 24 marzo 1953 | Giorgio Federico   |

 Windsor 
| Immagine | Nome                    | Nascita        | Matrimonio     | Principessa di Galles dal | Principessa di Galles fino al            | Morte          | Principe di Galles |
| -------- | ----------------------- | -------------- | -------------- | ------------------------- | ---------------------------------------- | -------------- | ------------------ |
|          | Diana Spencer           | 1 luglio 1961  | 29 luglio 1981 | 29 luglio 1981            | 31 agosto 1997                           | 31 agosto 1997 | Carlo              |
|          | Camilla Shand (de iure) | 17 luglio 1947 | 9 aprile 2005  | 9 aprile 2005             | 8 settembre 2022 divenne Regina consorte | vivente        | Carlo              |
|          | Catherine Middleton     | 9 gennaio 1982 | 29 aprile 2011 | 9 settembre 2022          | in carica                                | vivente        | William            |

## Titoli della principessa di Galles
Diverse principesse del Galles sono divenute regine consorti. Quelle che non lo sono diventate, generalmente hanno acquisito il titolo di "principessa vedova del Galles" (in inglese: Dowager Princess of Wales) dopo la morte del marito. A seguito dell'annullamento del matrimonio di Enrico VIII con Caterina d'Aragona, Caterina tornò ufficialmente al titolo precedente di principessa vedova di Galles, come vedova del fratello maggiore di Enrico, Arturo, principe del Galles, perché Enrico non voleva riconoscere di essere mai stato sposato legalmente con Caterina.

### La principessa di Galles non è principessa di diritto
Contrariamente alla credenza popolare, la principessa di Galles non è una principessa per diritto personale. Alcune principesse del passato, come Caterina d'Aragona o Alessandra di Danimarca erano chiamate principessa Caterina e principessa Alessandra, ma ciò accadeva solo perché erano già principesse (di Spagna e Danimarca rispettivamente) al momento del matrimonio. Anche se Diana, principessa di Galles era comunemente chiamata principessa Diana dopo il matrimonio con Carlo III, ciò non era ufficialmente corretto in quanto, come Diana stessa puntualizzò, lei non era principessa di diritto, ma per titolo acquisito. Per le stesse ragioni, Catherine, principessa di Galles, non è la principessa Catherine. Mary di Teck, nata principessa di Teck di diritto, perse l'effettivo titolo di principessa di diritto per assumere quello di principessa di Galles.
Quando si cercava un titolo per la futura regina Elisabetta II, fu avanzata la possibilità di investirla con il titolo di principessa di Galles di diritto. Questa proposta fu scartata perché principessa di Galles è il titolo detenuto dalla moglie del principe di Galles. Se il titolo fosse stato utilizzato dalla principessa Elisabetta, l'avrebbe degradata a principessa del Regno Unito, a meno che non fossero introdotte lettere patenti o una legislazione ad hoc.

### Altri titoli
Una principessa di Galles, in virtù del matrimonio con il principe di Galles, ha anche tutti i titoli del principe. Pertanto, una principessa di Galles è anche:
- principessa di Scozia
- duchessa di Cornovaglia
- duchessa di Rothesay (titolo con cui è conosciuta in Scozia)
- contessa di Chester
- contessa di Carrick
- baronessa Renfrew.

Tra tutti questi titoli, solo principessa di Galles è abitualmente e ufficialmente utilizzato, in quanto principessa è il rango maggiore degli altri titoli. Tuttavia, come si nota nell'esempio della penultima principessa di Galles, Camilla, può essere utilizzato un titolo sussidiario anziché quello ufficiale. Ad esempio, quando Diana aprì una nuova sezione dello zoo di Chester nel 1984, fu chiamata "sua altezza reale la principessa di Galles, contessa di Chester".
In alcuni casi, l'erede al trono doveva ancora essere creato principe di Galles, pertanto la moglie era solo "duchessa di Cornovaglia" fino alla nomina del marito. Mary di Teck era conosciuta come duchessa di York dopo il matrimonio nel 1893 con Giorgio V (allora duca di York, poi Giorgio V) e fu conosciuta come "duchessa di Cornovaglia e York" dal gennaio del 1901 (morte della regina Vittoria e ascesa al trono di Edoardo VII) al novembre 1901 (quando Giorgio fu creato principe di Galles).
La principessa è conosciuta come "duchessa di Rothesay" in Scozia, dato che il principe di Galles vi detiene il titolo di "duca di Rothesay", in quanto duca era il titolo storicamente associato all'erede al trono scozzese.

## Principesse di Galles gallesi
Le principesse dell'epoca precedente alla conquista, come Gwenllian ferch Llywelyn, sono talvolta chiamate principesse di Galles, anche se non detennero mai il titolo. Sono esistite anche altre persone che potrebbero aver contestato il titolo, a seguito di matrimonio con principi nativi che avevano avuto il titolo di "principe di Galles" all'interno del Principato del Galles indipendente. Queste sono:
 Aberffraw 
| Immagine | Nome                 | Nascita   | Matrimonio                   | Principessa di Galles dal | Principessa di Galles fino al | Morte          | Principe di Galles |
| -------- | -------------------- | --------- | ---------------------------- | ------------------------- | ----------------------------- | -------------- | ------------------ |
|          | Giovanna del Galles  | 1191-1192 | dicembre 1203 - ottobre 1204 | 1218                      | febbraio 1237                 | febbraio 1237  | Llywelyn I         |
|          | Isabella de Braose   | 1222      | 1230                         | 11 aprile 1240            | 25 febbraio 1246              | 1248           | Dafydd I           |
|          | Eleonora di Montfort | 1252      | primavera 1275               | primavera 1275            | 19 giugno 1282                | 19 giugno 1282 | Llywelyn II        |
|          | Elizabeth Ferrers    | 1250      | 1265                         | 11 dicembre 1282          | 3 ottobre 1283                | 1300           | Dafydd II          |

 Mathrafal 
| Immagine | Nome            | Nascita | Matrimonio       | Principessa di Galles dal | Principessa di Galles fino al | Morte | Principe di Galles |
| -------- | --------------- | ------- | ---------------- | ------------------------- | ----------------------------- | ----- | ------------------ |
|          | Margaret Hanmer | 1370    | data sconosciuta | 16 settembre 1400         | 1415                          | 1420  | Owain IV           |